# Korytnica (rejon włodzimierski)
Korytnica (ukr. Коритниця) – wieś (dawniej miasteczko) na Ukrainie na terenie rejonu włodzimierskiego w obwodzie wołyńskim. Wieś leży nad Bugiem, naprzeciw polskiej Bereżnicy i liczy 240 mieszkańców.
W II Rzeczypospolitej należała do wiejskiej gminy Korytnica w powiecie włodzimierskim w woj. wołyńskim, której była siedzibą i liczyła w 1921 roku 355 mieszkańców.
Po wojnie miasteczko weszło w struktury administracyjne Związku Radzieckiego.